# Embryo (band)
Embryo is een Duitse jazzrock- wereldmuziek-band, die in 1969 werd opgericht door Christian Burchard.

## Geschiedenis
Christian Burchard was al tijdens de jaren 1960 actief als jazzmuzikant en speelde piano, trombone en vibrafoon. Hij toerde met Mal Waldron en vormde met Edgar Hofmann en drummer Dieter Serfas een jazztrio. In 1969 wisselde Burchard zelf naar de drums en formeerde hij met Hofmann en Lothar Meid de nieuwe band Embryo.
Meid verliet de band na een korte periode om zich aan te sluiten bij Amon Düül. Burchard verzamelde intussen steeds weer nieuwe muzikanten rondom zich. In totaal hebben sinds 1969 meer dan 400 muzikanten gespeeld bij Embryo. Tot de langjarige leden telden onder andere Roman Bunka, Uve Müllrich, Michael Wehmeyer, Lothar Stahl en Jens Pollheide. Bovendien waren er langdurende vriendschappen met andere muzikanten en bands, die steeds weer als gasten verschenen bij Embryo, waaronder Charlie Mariano, Mal Waldron, Marty Cook, Chris Karrer (Amon Düül) en Roland Schaeffer (Guru Guru). Een nauwe band bestond bovendien met de band Missus Beastly uit Herford, die in 1973 samen met Embryo, Sparifankal en Ton Steine Scherben het label April (later Schneeball) oprichtten.
Embryo had in 1971 een eerste radiohit met de song Tausendfüßler. Binnen enkele jaren ontwikkelde zich de stijl van de band van jazzige rock tot wereldmuziek, waarbij verschillende stijlen en richtingen met elkaar werden verbonden. Veel albums ontstonden tijdens uitgebreide concertreizen in andere continenten. De band is daarbij ook opgetreden met belangrijke muzikanten uit de door hen bereisde landen, waaronder Shoba Gurtu, T.A.S. Mani, R.A. Ramamani, Mahmoud Gania en Okay Temiz. De film Vagabunden Karawane van Werner Penzel (1980) deed verslag over een van deze reizen, die leidde van Duitsland tot India.
Müllrich en Wehmeyer verlieten in 1980 de band en formeerden hun eigen band Dissidenten (voorheen Embryo's Dissidenten).
In 1997 trad Burchards dochter Marja op 11-jarige leeftijd voor de eerste keer op bij Embryo. Als multi-instrumentaliste (percussie, marimba, trombone) had ze zich spoedig en vaste plaats bij de band verworven. In juli 2008 kreeg Embryo tijdens het TFF Rudolstadt de Duitse Wereldmuziekprijs Ruth 2008 voor hun levenswerk.
In de zomer van 2016 kreeg Christian Burchard op 70-jarige leeftijd een beroerte en was daarna niet meer in staat om op te treden. Daarop nam zijn dochter Marja de leiding van de band over. Ze heeft de band verjongd met nieuwe elementen, als beatboxing en nieuwe muzikanten, maar vervolgt met het inzetten van muzikanten als Roman Bunka en Michael Wehmeyer ook de Embryo-traditie.

## Bezetting
Oprichters
- Christian Burchard († 2018, multi-instrumentalist)
- Edgar Hofmann (blaasinstrumenten, viool)
- Lothar Meid († 2015, basgitaar)

Huidige bezetting
- Marja Burchard (marimba, piano, trombone, vibrafoon)
- Maasl Maier (e-basgitaar, percussie, saxofoon)
- Wolfie Schlick (saxofoon, fluit, Engelse hoorn)
- Jens Pollheide (basgitaar, fluit, ney)
- Mik Quantius (zang)
- Valentin Altenberger (oed, gitaar)
- Lothar Stahl (marimba, drums)

Voormalige leden
- Chris Karrer (gitaar, altsaxofoon)
- Roman Bunka († 2022, gitaar, oed)
- Yulyus Golombeck († 2000, gitaar, oed)
- Jimmy Jackson (keyboards)
- Dieter Miekautsch (keyboards)
- Michael Wehmeyer (keyboards)
- Hansi Fischer (fluit)
- Chuck Henderson (saxofoon)
- Lothar Meid (e-basgitaar)
- Ralph Fischer (e-basgitaar)
- Dave King (e-basgitaar)
- Gerald Hartwig (e-basgitaar)
- Chris Lachotta (e-basgitaar)
- Uve Müllrich (e-basgitaar)
- Ramesh Shotham (percussie)
- Butze Fischer († 2002, percussie)
- Ulrich Bassenge (contrabas, e-basgitaar)
- Eugen de Ryck (gitaar, saz)
- Nick McCarthy (e-basgitaar, gitaar)
- Michael Schöne (contrabas, e-basgitaar)

Live- en sessieleden
- Charlie Mariano (†, saxofoon, fluit)
- Monty Waters (†, saxofoon, fluit))
- Roland Schaeffer (nadaswaram, saxofoon, gitaar)
- Michael Hornstein (altsaxofoon)
- Mal Waldron (†, piano)
- Hermann Breuer (e-piano)
- Larry Porter (piano, orgel)
- Sigi Schwab  († 2024, gitaar)
- Geoff Goodman (gitaar)
- Titus Waldenfels (gitaar, viool, banjo)
- Ufo Walter (e-basgitaar)
- Salah Ragab (drums, percussie, piano)
- Trilok Gurtu (percussie)
- Houssaine Kili (gembri)
- Norbert Keck (ghatam, percussie)
- Paramashivam Pilai (percussie)
- Peter Michael Hamel (componist, viool, cello, piano, hoorn)
- Fathy Salama (synthesizer)
- Ustad Samad Habibi (rubab)

## Discografie
- 1970: Opal (lp/cd) Ohr
- 1971: Embryos Rache (lp/cd)
- 1972: Father Sons & Holy Ghosts (lp/cd)
- 1973: Steig aus (lp/cd)
- 1973: Rocksession (lp/cd)
- 1973: We keep on (lp/cd)
- 1975: Surfin (lp/cd)
- 1976: Bad Heads & Bad Cats (lp/cd)
- 1977: Life (lp/cd)
- 1977: Apo Calypso (lp/cd)
- 1979/1980: Embryo's Reise (2 lp's/cd's)
- 1980: Embryo+KCP+Charlie Mariano Live (lp)
- 1980: Anthology (Every Day Is Okay) (lp)

- 1982: La Blama Sparozzi Zwischenzonen (2 lp's)
- 1984: Zack Glück (lp)
- 1985: Embryo & Yoruba Dun Dun Orchestra (lp)
- 1987: Africa (lp)
- 1989: Turn Peace (lp/cd)
- 1994: Ibn Battuta (cd)
- 1996: Ni Hau (cd)
- 1998: Live in Berlin (cd)
- 1999: Istanbul Casablanca Tour 1998 (2 cd's)
- 1999: Invisible Documents (2 cd's)
- 2000: One Night at the Joan Miró Foundation (cd)
- 2001: Live 2000 Vol.1 (cd)
- 2001: Live 2001 Vol.1 (cd)

- 2003: Bremen 1971 (cd)
- 2003: Hallo Mik (liverecordings 2002 & 2003) (cd)
- 2003: Embryo & Mal Waldron & Charlie Mariano 29.6.73 In Hamburg (lp)
- 2006: Embryonnck No-Neck Blues Band & Embryo (cd)
- 2007: Live im Wendland (cd)
- 2007: For Eva (lp/cd) (1967er-opnamen van de pianist Mal Waldron, met Christian Burchard en Dieter Serfas)
- 2008: Freedom in Music (cd)
- 2008: Live at Burg Herzberg Festival 2007 (cd)
- 2009: Wiesbaden 1972 (cd)
- 2010: Embryo 40 (2 cd's) (Trikont)
- 2013: Message from Era Ora (2 lp's) (Sound of Cobra) (met Massimo Urbani)
- 2016: It Do (2 lp's/cd's) (Trikont)
- 2017: Umsonst und draußen  Vlotho 1977 (cd)